# Helmut Vandrei
Helmut Vandrei (* 10. November 1922 in Kummersdorf-Gut; † 6. Oktober 1983 in Berlin) war ein deutscher Politiker (SPD).
Helmut Vandrei wuchs in Schießplatz Kummersdorf (nachfolgend HVA Kummersdorf), Kreis Teltow auf, Teil eines größeren Militärkomplexes im Süden von Berlin. Er besuchte eine Volksschule machte dann eine Lehre als Maschinenschlosser. 1941 wurde Vandrei von der Wehrmacht eingezogen und geriet 1945 in sowjetische Kriegsgefangenschaft.
Nach dem Zweiten Weltkrieg kehrte Vandrei 1949 nach Berlin zurück und arbeitete ab 1952 als Maschinenschlosser bei der Berliner Maschinenbau. 1957 trat er der SPD bei. Er wurde 1960 hauptamtlicher Gewerkschaftssekretär bei der IG Metall im Bezirk Reinickendorf und Bezirk Wedding. Bei der Berliner Wahl 1967 wurde Vandrei in das Abgeordnetenhaus von Berlin gewählt. 1971 schied er aus dem Parlament aus.